# 浜野ゆうき
浜野 ゆうき（はまの ゆうき、1967年3月25日 - ）は、日本の女性声優。東京都出身。ALBA所属。桐朋学園大学音楽学部演奏科卒業。劇団音楽座養成所出身。以前は劇団音楽座、東宝芸能、マウスプロモーション、リベルタに所属していた。

## 人物
声優になる以前は、東京ディズニーランドのウエスタンランド・ステージショー「プラザ・プレイ・タイム」で歌のお姉さんをしていた。

## 出演

### テレビアニメ
時期不明
- サザエさん

1996年
- みどりのマキバオー（子供たち）

1997年
- 烈火の炎（魅季）

1999年
- 小さな巨人 ミクロマン（麻美のママ、先生、クラスメート、女性）

2000年
- 星界の戦旗（トリール、ルレーフ）
- 名探偵コナン（女性客、主婦）

2001年
- Cosmic Baton Girl コメットさん☆（宮前先生、バーガーショップの店員）
- 星界の戦旗 特別篇（トリール）

2002年
- パタパタ飛行船の冒険（メグ）

2004年
- 鋼の錬金術師（母親）

2005年
- 英國戀物語エマ（キッチンメイド）

### OVA
1993年
- 今日から俺は!!（女生徒A）

1997年
- サクラ大戦 桜華絢爛（町の人々）

1999年
- 思春期美少女合体ロボ ジーマイン（花川戸あやめ）

### ゲーム
1998年
- 立体忍者活劇 天誅（くノ一）

1999年
- アクエリアンエイジ（夜羽子・アシュレイ/ハニエル）

2003年
- 侍道2（千代 / おぼろ）

2004年
- アニメバトル 烈火の炎 FINAL BURNING（魅希）
- ガチャメカスタジアム サルバト〜レ（インタビュアー）
- 3年B組金八先生 伝説の教壇に立て!（ユウリ・アヤメ）
- ブラッディロア4（野々村宇理子）

### 吹き替え
- ER緊急救命室
- インデペンデンス・デイ（アリシア[7]）
- 運動靴と赤い金魚
- エリザベス（カット）
- LAヒート
- オータム・イン・ニューヨーク
- オフィスキラー
- おまかせアレックス
- キーナン&ケル
- キッズ・アドベンチャー
- キャロラインin NY
- 刑事マルティン・ベック（イエーダ）
- 恋するパリジェンヌ エリザはトップモデル（マリーシャルロット）
- コネコ
- ザ・アザーズ
- サードウォッチ
- サドン・デス※テレビ朝日版
- シティ・オブ・エンジェル
- シビル・アクション
- ジャスト・マリッジ（ローレン）
- シャンヌのパリ、そしてアメリカ（フォション先生）
- スウィートエネミー（アマリリス／ルイシータ）
- 素顔のままで
- スター・ウォーズ エピソード1/ファントム・メナス（エイミー）
- スリーピー・ホロウ（エリザベス）
- スリング・ブレイド
- ディアボロス（バーバラ）
- D.N.A.V
- ディープ・ブルー（ボートの女（サブリナ・ヘーリンクス））
- ネットフォース
- ファイアーライト/情炎の愛（エレン（エマ・エイモス））
- フェームLA（バネッサ）
- フェリシティの青春
- ブラックジャック
- ベイウォッチ
- ベルベット・ゴールドマイン
- ボクサー
- マキシマム・リスク※テレビ朝日版
- 愉快なシーバー家
- 流星雨

### 吹き替え（アニメ）
- アンダードッグ・ショー（スイートポリー）
- インヴェイジョンUSA（マーフィー夫人秘書、タイルス女）
- チョーク・ゾーン（ペニー）
- ブレイブ・リトル・トースター レスキュー大作戦!

### CD
- スターオーシャン セカンドストーリー Vol.2 深き夜の王（ティアの母親、呪われた森の女）
- 東京ジャンク2
- 刻の大地vol.3
- Dear Boys